# Klaus Zink
Klaus Zink (Plauen, 20 gennaio 1936 – 9 febbraio 2024) è stato un calciatore tedesco di ruolo attaccante.

## Palmarès
- Campionato tedesco orientale: 2

1957, 1959